# Los Anguias
Los Anguias ist eine Ortschaft im Departamento La Paz im südamerikanischen Andenstaat Bolivien.

## Lage im Nahraum
Los Anguias ist der zweitgrößte Ort im Kanton Milluhuaya und liegt im Municipio Coripata in der Provinz Nor Yungas. Die Ortschaft liegt auf einer Höhe von 1697 m, sechshundert Meter oberhalb des Río Tamampaya an seinem linken, westlichen Ufer.

## Geographie
Los Anguias liegt im Übergangsbereich zwischen dem Altiplano und der Cordillera Real im Westen und den Ausläufern des Amazonas-Tieflandes im Osten. Das Klima der Region ist ein typisches Tageszeitenklima, bei dem die mittleren Temperaturschwankungen im Tagesverlauf deutlicher ausfallen als im Ablauf der Jahreszeiten.
Der Jahresniederschlag hier in den subtropischen Yungas liegt bei 1100 mm (siehe Klimadiagramm Coroico) und weist eine deutliche Trockenzeit von Mai bis August und eine Regenzeit von Dezember bis Februar auf. Die Monatsdurchschnittstemperaturen schwanken nur unwesentlich zwischen 20 °C und 25 °C, tagsüber ist es sommerlich warm und nachts angenehm kühl.

## Verkehrsnetz
Los Anguias liegt in einer Entfernung von 130 Straßenkilometern nordöstlich von La Paz, der Hauptstadt des Departamentos.
Von La Paz führt die asphaltierte Nationalstraße Ruta 3 in nordöstlicher Richtung 52 Kilometer bis Cotapata und von dort weitere 35 Kilometer bis Coroico. Hier zweigt die Ruta 40 nach Südosten ab und erreicht nach vierzig Kilometern vorbei an Coripata, Auquisamaña, Tabacal und Pararani und Huayrapata die Ortschaft Los Anguias.

## Bevölkerung
Die Einwohnerzahl der Ortschaft ist im vergangenen Jahrzehnt um etwa die Hälfte angestiegen:
| Jahr | Einwohner         | Quelle       |
| ---- | ----------------- | ------------ |
| 1992 | keine Detaildaten | Volkszählung |
| 2001 | 316               | Volkszählung |
| 2012 | 472               | Volkszählung |
| 2024 |                   | Volkszählung |